# 労働讃歌
「労働讃歌」（ろうどうさんか）は、2011年11月23日の勤労感謝の日に発売された、ももいろクローバーZの6枚目のシングル。

## 収録曲解説

### 労働讃歌
作詞：大槻ケンヂ / 作曲・編曲：Ian Parton
歌詞・動画 - 歌ネット 
イングランドのロックバンド"The Go! Team"のイアン・パートンの作曲、筋肉少女帯などで活躍する大槻ケンヂの作詞という異色の組み合わせで制作されたファンク。サビのトランペット演奏などが特徴的であり音楽雑誌『ミュージックマガジン』は、「ファンキーに粘るリズム・セクションや、ソリッドなブラス・セクションやオルガンの響きによるサウンドに、メンバーによるラップ、そして労働を呼びかける歌が重なる、国境を越えたカオス」と評した。
作曲の大槻ケンヂが吉幾三の音楽に影響を受けていたことから、「オ〜回りゃいつでもグールグルっ!」の部分は、『俺ら東京さ行ぐだ』の歌詞に出てくる「巡査（おまわり）毎日ぐーるぐる」のオマージュとなっている。

### サンタさん
作詞・作曲・編曲：前山田健一
歌詞・動画 - 歌ネット
前後の2曲とは対照的に、可愛らしさを前面に出した作品となった。ファンから人気の高いクリスマスソングであるが、2011年当時はグループの知名度が低かったため、地上波のテレビ番組で披露したのは『2015 FNS歌謡祭』が初めてである。
「ジングルベル」や「もろびとこぞりて」のメロディがサンプリング（引用）され、終盤のサビはグループの定番曲「ココ☆ナツ」のセルフパロディーとなっている。
2021年には、徳田光希が編曲を担当してアレンジを一新した「サンタさん -ZZ ver.-（ダブルゼータ バージョン）」を、有安杏果卒業後の4人バージョンとして制作。シングル「stay gold」に収録された。

### BIONIC CHERRY
読み：バイオニック チェリー
作詞：只野菜摘 / 作曲・編曲：AKIRASTAR
歌詞・動画 - 歌ネット
高速で展開されるメロコアパンク。音楽雑誌『ミュージックマガジン』は、「5人の破天荒で"天真爛漫"なイメージと陽性の疾走感とが痛快なマッチングをみせたZ（への改名）以降のアッパー系チューンの最高峰」と評した。映画『サルベージ・マイス』主題歌。曲名は勧善懲悪を描いたテレビドラマ『地上最強の美女バイオニック・ジェミー』のオマージュとされる。

## 参加ミュージシャン
労働讃歌
- エレクトリック・ギター & ドラム：Ian Parton
- ベース：Jamie Bell
- エレクトリック・ギター：Sam Williams
- トランペット：Ben Cummings
- トロンボーン：Callum Au

サンタさん
- プログラミング：前山田健一
- ギター：板垣祐介
- リード・ピアノ：江藤直子

BIONIC CHERRY
- 全ての楽器：AKIRASTAR
- コーラス：SHELLEY

## トラックリスト

### 初回限定盤
1. 労働讃歌 [4:40]
2. サンタさん [4:49]
3. 労働讃歌（off vocal ver.）
4. サンタさん（off vocal ver.）

DVD：労働讃歌（ミュージック・ビデオ）　※初回限定盤A
DVD：サンタさん（ミュージック・ビデオ）　※初回限定盤B

### 通常盤
1. 労働讃歌
2. サンタさん
3. BIONIC CHERRY [4:08]
4. 労働讃歌（off vocal ver.）
5. サンタさん（off vocal ver.）
6. BIONIC CHERRY（off vocal ver.）